# Рууд, Каспер
Ка́спер Ру́уд (норв. Casper Ruud; род. 22 декабря 1998, Осло) — норвежский теннисист. Финалист трёх турниров Большого шлема в одиночном разряде (Открытый чемпионат Франции 2022 и 2023, Открытый чемпионат США 2022); победитель 13 турниров ATP в одиночном разряде; бывшая вторая ракетка мира; единственный норвежец, побеждавший на турнире ATP в одиночном разряде и обладатель рекордного рейтинга среди норвежских теннисистов; бывшая первая ракетка мира в юниорском рейтинге.

## Биография
Отец Кристиан — тренер Каспера и бывший профессиональный теннисист, один из лучших теннисистов в истории Норвегии. В середине 1990-х входил в топ-40 мирового рейтинга.
Начал играть в теннис в возрасте 4 лет с отцом. Кумир его детства — Рафаэль Надаль. Любимое покрытие — грунт. Любимый удар — справа. Любимый турнир — в Монте-Карло. Тренируется в академии Рафы Надаля на Мальорке.
Каспер признался, что любит гольф так же, как и теннис, более того, он ведет отдельный инстаграм аккаунт, посвященный этой игре.

## Спортивная карьера

### Юниорская карьера
Рууд дошёл до третьего раунда Открытого чемпионата Франции 2015 года в одиночном разряде среди юниоров, проиграв Корентину Денолли. На Открытом чемпионате США среди юношей он также дошёл до третьего раунда и до второго раунда Уимблдонского турнира среди юношей, что стало его лучшими одиночными выступлениями в юниорских турнирах Большого шлема в течение его юниорской карьеры.
В парном разряде Уимблдона 2015 года Рууд пробился в полуфинал вместе с партнёром Миомиром Кецмановичем, но проиграли паре Хоанг Нам Ли и Сумит Нагал, которые в итоге выиграли турнир. В 2016 году Рууд и Кецманович вышли в полуфинал Открытого чемпионата Франции в парном разряде среди юношей, а также в полуфинал Уимблдонского юношеского турнира.

### 2016: успешная игра на «фьючерсах», первый титул на «челленджере»
Рууд стал первым норвежцем, который поднялся на первую строчку юниорского рейтинга.
В сезоне 2016 года Рууд поставил перед собой цель: играть в турнирах фьючерсах, чтобы играть во взрослый теннис и начать подниматься в рейтинге ATP. В феврале он сыграл свой первый финал фьючерса, в финале он выиграл у Карлоса Табернера в Пагуэре (Испания). С тех пор он сыграл ещё четыре финала, выиграв один из них против Микаэля Торпегаарда в Каарине (Финляндия) в августе.
В сентябре принимал участие в своём первом в карьере турнире серии «челленджер». Каспер не просто сумел выйти в финал, но и выиграл титул, обыграв Даниэля Таро в финале. Завоевав титул в своем дебютном турнире, Рууд стал четвёртым молодым теннисистом, кому это удавалось. В этом турнире он впервые обыграл теннисистов из топ-150 рейтинга ATP. В четвертьфинале он обыграл первого сеяного Иньиго Сервантеса, который в то время занимал 75-ю позицию в рейтинге ATP. Благодаря своей победе в дебютном челленджере Рууд получил «уайлд кард» на турнир в Чэнду, первый серии ATP 250. Рууд проиграл Виктору Троицки со счётом 6-3, 7-6 в первом раунде.
Рууд закончил сезон 2016 на 225 месте в рейтинге ATP.

### 2017: первый полуфинал турнира ATP
Каспер Рууд начал сезон с двух побед подряд в квалификации на Открытый чемпионат Австралии в мужском одиночном разряде, но проиграл в третьем и заключительном раунде американцу Райли Опелке. Затем Рууд получил «Уайлд-кард» на турнир ATP 500 в Рио, где он победил Рожериу Дутра Силву, Роберто Карбальеса Баэна и Тьяго Монтейру и вышел в свой первый полуфинал на турнире ATP. Рууд потерпел поражение от Пабло Карреньо Буста в полуфинале, но этот успех позволил ему достичь 133 номера в мировом рейтинге ATP. Рууд получил «Уайлд-кард» на Открытый чемпионат Майами, что позволило ему впервые в карьере принять участие в основной сетке турнира серии Мастерс.

### 2018: дебют на турнирах Большого шлема, успешные выступления на «челленджерах»
В 2018 году Рууд впервые в карьере принял участие в основной сетке турнира Большого шлема. Он выиграл три матча в квалификации и вышел в основную сетку Открытого чемпионата Австралии. Он стал первым норвежцем, принявшим участие в основной сетке турнира Большого шлема за последние 17 лет. Он выиграл первый раунд у Квентина Гали, а во втором проиграл Диего Шварцману. На Открытом чемпионате Рио он снова проиграл Шварцману. В следующие пару месяцев Рууд добрался до двух финалов турниров серии ATP Challenger. Первый он проиграл итальянцу Джанлуиджи Кинци во Франкавилла-аль-Маре, а затем проиграл Педро Соусе в Браге через две недели.
Через несколько недель Рууд продолжил показывать хорошие результаты и впервые вышел в основную сетку Открытого чемпионата Франции, пройдя всю квалификацию без проигранных сетов. В первом раунде он победил Джордана Томпсона. Во втором раунде он проиграл сеяному игроку Альберту Рамосу-Виньоласу. В июле он одержал самую громкую победу в своей карьере, когда обыграл действующего чемпиона, бывшую 3-ю ракетку мира, Давида Феррера со счётом 7-5, 6-2 на Открытом чемпионате Швеции. В следующем раунде он проиграл французу Ришару Гаске.
Позже в том же сезоне Рууд впервые пробился на Открытый чемпионат США, не проиграв ни одного сета в квалификации. В основной сетке в первом же раунде он проиграл Гидо Пелье. Рууд завершил сезон 2018 года выйдя в полуфинал на трёх подряд «челленджерах». Это помогло ему подняться в рейтинге и завершить сезон на 112-м месте в рейтинге ATP.

### 2020: первый титул протура, полуфинал «Мастерса» и попадание в топ-25
В феврале 2020 года победил на грунтовом турнире ATP 250 в Буэнос-Айресе, разгромив в финале португальца Педро Соуса. Каспер стал первым в истории норвежцем, выигравшим турнир ATP, а также он побил рекорд своего отца и тренера Кристиана по самому высокому рейтингу для теннисистов из Норвегии (Каспер поднялся на 34-е место, а Кристиан в середине 1990-х добирался до 39-го места).

### 2021: 5 титулов на турнирах ATP 250, 8-е место в рейтинге
В мае выиграл турнир ATP 250 на грунте в Женеве, обыграв в финале Дениса Шаповалова.
В июле за три недели выиграл три турнира ATP 250 на грунте в Бостаде, Гштаде и Кицбюэле, при этом все соперники Рууда занимали в рейтинге места ниже 40-го.
В начале октября выиграл турнир ATP 250 на харде в Сан-Диего, разгромив в финале Кэмерона Норри (6-0, 6-2).
Дебютировал на Итоговом турнире ATP, где вышел в полуфинал. На этой стадии уступил Даниилу Медведеву (4-6, 2-6).
Рууд закончил год на восьмом месте в рейтинге.

### 2022: финалы турниров Большого шлема во Франции и США, второе место в рейтинге
Не выступал на Открытом чемпионате Австралии из-за травмы лодыжки, полученной на тренировке.
В середине февраля выиграл ATP 250 на грунте в Буэнос-Айресе, победив в финале аргентинца Диего Шварцмана (5-7, 6-2, 6-3). В начале апреля дошёл до финала турнира серии Мастерс на харде в Майами, где уступил 18-летнему Карлосу Алькарасу (5-7, 4-6). В мае Рууд второй год подряд выиграл турнир ATP 250 на грунте в Женеве, в упорном финальном матче победив португальца Жуана Соузу на тай-брейке третьего сета.
На Открытом чемпионате Франции был посеян под восьмым номером и впервые в карьере дошёл до финала турнира Большого шлема. Самым сложным матчем на пути к финалу стала встреча третьего круга против итальянца Лоренцо Сонего, которую Рууд выиграл в пяти сетах — 6-2, 6-7(3), 1-6, 6-4, 6-3. В решающем матче Рууд не сумел навязать борьбу Рафаэлю Надалю — 3-6, 3-6, 0-6.
13 июня впервые поднялся на пятое место в рейтинге.
На Уимблдоне проиграл во втором круге французу Юго Эмберу в 4 сетах (6-3, 2-6, 5-7, 4-6).
В июле второй год подряд выиграл турнир ATP 250 на грунте в Гштаде, победив в финале Маттео Берреттини в трёх сетах.
На Открытом чемпионате США был посеян под пятым номером и впервые вышел в четвертьфинал этого турнира Большого шлема. В третьем круге Рууду пришлось играть пять сетов с Томми Полом — 7-6(3), 6-7(5), 7-6(2), 5-7, 6-0. По ходу турнира Рууд отметил, что хардовое покрытие за последние годы стало более медленным, что способствует успешным результатам «грунтовиков». В четвертьфинале Рууд в трёх сетах обыграл итальянца Маттео Берреттини, в полуфинале — в четырёх сетах Карена Хачанова, но в финале проиграл в четырёх сетах Карлосу Алькарасу, который возглавил мировой рейтинг после турнира. Сам Рууд по итогам турнира 12 сентября впервые поднялся на второе место в рейтинге (в случае победы над Алькарасом Рууд стал бы первой ракеткой мира).
На четырёх осенних турнирах после Открытого чемпионата США Рууд выиграл всего два матча при четырёх поражениях. В ноябре на итоговом турнире ATP норвежец нашёл свою игру, победив в группе Феликса Оже-Альяссима и Тейлора Фритца. В полуфинале Рууд уверенно обыграл Андрея Рублёва (6-2, 6-4), но в финале уступил Новаку Джоковичу (5-7, 3-6), который выиграл итоговый турнир шестой раз в карьере. Сезон Рууд завершил на третьем месте в рейтинге, уступив испанцам Алькарасу и Надалю.

### 2023: финал Открытого чемпионата Франции
На Открытом чемпионате Австралии Рууд был посеян под вторым номером и уже во втором круге проиграл 22-летнему американцу Дженсону Бруксби.
В апреле Рууд выиграл турнир ATP 250 на грунте в Эшториле. Это была 10-я победа на турнирах ATP в карьере Рууда (в том числе девятая на грунте), все были одержаны на турнирах серии ATP 250. В мае Рууд дошёл до полуфинала Мастерса в Риме, где проиграл молодому Хольгеру Руне.
На Открытом чемпионате Франции Рууд был посеян под 4-м номером и в четвертьфинале взял реванш у Руне, победив со счётом 6-1, 6-2, 3-6, 6-3. В полуфинале Рууд разгромил Александра Зверева (6-3, 6-4, 6-0) и второй год подряд вышел в финал. В финале Рууд в трёх сетах уступил Новаку Джоковичу.
На Уимблдоне Рууд был посеян под 4-м номером и во втором круге проиграл 142-й ракетке мира Лиаму Броади — 4-6, 6-3, 6-4, 3-6, 0-6.
В июле дошёл до финала турнира ATP 250 на грунте в Бостаде, где проиграл седьмой ракетке мира Андрею Рублёву. Рууд проиграл финал турнира серии ATP 250 после девяти побед подряд.
На Открытом чемпионате США Рууд уже во втором круге уступил китайцу Чжану Чжичженю в пяти сетах.
Осенью лишь раз дошёл до 1/4 финала турнира ATP — в Пекине на турнире ATP 500, где проиграл Карлосу Алькарасу (4-6, 2-6). Закончил сезон на 11-м месте в рейтинге.

### 2024: первый титул ATP 500
На Открытом чемпионате Австралии Рууд был посеян под 11-м номером и в третьем круге уступил 19-му сеянному Кэмерону Норри в четырёх сетах.
В феврале дошёл до финала турнире ATP 250 в мексиканском Лос-Кабосе, где проиграл австралийцу Джордану Томпсону в двух сетах. Через неделю дошёл до финала турнира ATP 500 в мексиканском Акапулько, где проиграл австралийцу Алексу де Минору (4-6, 4-6). На турнире серии Masters 1000 в Индиан-Уэлсе дошёл до 1/4 финала, где уступил Томми Полу в трёх сетах.
В апреле дошёл до полуфинала грунтового турнира ATP 250 в Эшториле, где проиграл Педро Мартинесу в трёх сетах. На турнире серии Masters 1000 в Монте-Карло обыграл в полуфинале первую ракетку мира Новака Джоковича со счётом 6-1 1-6 6-4 и второй раз в карьере вышел в финал турнира Masters 1000 и впервые на грунте. В финале Рууд проиграл Стефаносу Циципасу со счётом 1-6, 4-6. Вслед за этим Рууд победил на турнире ATP 500 в Барселоне, не проиграв ни одного сета в 5 матчах. В финале Рууд взял реванш у Циципаса со счётом 7-5, 6-3. Это был 11-й титул ATP для Рууда и первый не из серии ATP 250. В мае выиграл турнир ATP 250 на грунте в Женеве, в финале был обыгран Томаш Махач в двух сетах.
На Открытом чемпионате Франции Рууд был посеян под 7-м номером и едва не вылетел во втором круге, обыграв Алехандро Давидовича Фокина лишь в 5 сетах. В 1/4 финала Рууд должен был играть с первой ракеткой мира Джоковичем, но тот отказался от игры до матча. В полуфинале Рууд, как и в 2023 году, встречался с Александром Зверевым и на этот раз проиграл в 4 сетах — 6-2, 2-6, 4-6, 2-6.
На Уимблдоне Рууд во втором круге неожиданно уступил 94-й ракетке мира Фабио Фоньини со счётом 4-6, 5-7, 7-6(1), 3-6.
На теннисном турнире Олимпийских игр в Париже, проходившем на кортах «Ролан Гаррос», Рууд был посеян под шестым номером и дошёл до 1/4 финала, где достаточно неожиданно проиграл Феликсу Оже-Альяссиму со счётом 4-6, 7-6(8), 3-6.
На Открытом чемпионате США Рууд был посеян под 8-м номером и в третьем круге обыграл молодого китайца Шан Цзюньчэна, уступив в первых двух партиях — 6-7(1), 3-6, 6-0, 6-3, 6-1. В 4-м круге Рууд проиграл будущему финалисту Тейлору Фрицу в 4 сетах. Рууд второй раз в карьере смог дойти до 4-го раунда в США, ранее это удавалось ему в 2022 году, когда он играл в финале.

### 2025
На Открытом чемпионате Австралии в первом круге с большим трудом в пяти сетах обыграл испанца Хауме Мунара, а во втором круге уступил 48-й ракетке мира Якубу Меншику в 4 сетах.
В феврале дошёл до финала турнира ATP 500 на харде в Далласе (в полуфинале в упорном матче вновь победил Хауме Мунара), но в решающем матче в двух сетах проиграл 54-й ракетке мира Денису Шаповалову.

## Рейтинг на конец года
| Год  | Одиночный рейтинг | Парный рейтинг |
| 2024 | 6                 | 418            |
| 2023 | 11                | 582            |
| 2022 | 3                 | —              |
| 2021 | 8                 | 180            |
| 2020 | 27                | 188            |
| 2019 | 54                | 226            |
| 2018 | 112               | 356            |
| 2017 | 139               | 1185           |
| 2016 | 225               | 935            |
| 2015 | 1138              |                |

По данным официального сайта ATP на последнюю неделю года. 

## Выступления на турнирах

### Финалы турниров Большого шлема в одиночном разряде (3)

#### Поражения (3)
| №  | Год  | Турнир                         | Покрытие | Соперник в финале | Счёт               |
| 1. | 2022 | Открытый чемпионат Франции     | Грунт    | Рафаэль Надаль    | 3-6 3-6 0-6        |
| 2. | 2022 | Открытый чемпионат США         | Хард     | Карлос Алькарас   | 4-6 6-2 6-7(1) 3-6 |
| 3. | 2023 | Открытый чемпионат Франции (2) | Грунт    | Новак Джокович    | 6-7(1) 3-6 5-7     |

### Финалы Итогового турнираATPв одиночном разряде (1)

#### Поражение (1)
| №  | Год  | Турнир        | Покрытие   | Соперник в финале | Счет    |
| 6. | 2022 | Турин, Италия | Хард (зал) | Новак Джокович    | 5-7 3-6 |

### Финалы турнировATPв одиночном разряде (25)

#### Победы (13)
| Легенда                     |
| --------------------------- |
| Турниры Большого шлема (0)* |
| Итоговый турнир ATP (0)     |
| Мастерс (1)                 |
| АТР 500 (1)                 |
| АТР 250 (11)                |

| Титулы по покрытиям | Титулы по месту проведения матчей турнира |
| ------------------- | ----------------------------------------- |
| Хард (1)*           | Зал (0)                                   |
| Грунт (12)          | Зал (0)                                   |
| Трава (0)           | Открытый воздух (13)                      |
| Ковёр (0)           | Открытый воздух (13)                      |

* количество побед в одиночном разряде.
| №   | Дата            | Турнир                      | Покрытие | Соперник в финале | Счёт              |
| 1.  | 16 февраля 2020 | Буэнос-Айрес, Аргентина     | Грунт    | Педру Соуза       | 6-1 6-4           |
| 2.  | 22 мая 2021     | Женева, Швейцария           | Грунт    | Денис Шаповалов   | 7-6(6) 6-4        |
| 3.  | 18 июля 2021    | Бостад, Швеция              | Грунт    | Федерико Кориа    | 6-3 6-3           |
| 4.  | 25 июля 2021    | Гштад, Швейцария            | Грунт    | Юго Гастон        | 6-3 6-2           |
| 5.  | 31 июля 2021    | Кицбюэль, Австрия           | Грунт    | Педро Мартинес    | 6-1 4-6 6-3       |
| 6.  | 3 октября 2021  | Сан-Диего, США              | Хард     | Кэмерон Норри     | 6-0 6-2           |
| 7.  | 13 февраля 2022 | Буэнос-Айрес, Аргентина (2) | Грунт    | Диего Шварцман    | 5-7 6-2 6-3       |
| 8.  | 21 мая 2022     | Женева, Швейцария (2)       | Грунт    | Жуан Соуза        | 7-6(3) 4-6 7-6(1) |
| 9.  | 24 июля 2022    | Гштад, Швейцария (2)        | Грунт    | Маттео Берреттини | 4-6 7-6(4) 6-2    |
| 10. | 9 апреля 2023   | Кашкайш, Португалия         | Грунт    | Миомир Кецманович | 6-2 7-6(3)        |
| 11. | 21 апреля 2024  | Барселона, Испания          | Грунт    | Стефанос Циципас  | 7-5 6-3           |
| 12. | 25 мая 2024     | Женева, Швейцария (3)       | Грунт    | Томаш Махач       | 7-5 6-3           |
| 13. | 4 мая 2025      | Мадрид, Испания             | Грунт    | Джек Дрейпер      | 7-5 3-6 6-4       |

#### Поражения (12)
| №   | Дата             | Турнир                         | Покрытие   | Соперник в финале | Счёт               |
| 1.  | 14 апреля 2019   | Хьюстон, США                   | Грунт      | Кристиан Гарин    | 6-7(4) 6-4 3-6     |
| 2.  | 1 марта 2020     | Сантьяго, Чили                 | Грунт      | Тиагу Зайбот Вилд | 5-7 6-4 3-6        |
| 3.  | 3 апреля 2022    | Майами, США                    | Хард       | Карлос Алькарас   | 5-7 4-6            |
| 4.  | 5 июня 2022      | Открытый чемпионат Франции     | Грунт      | Рафаэль Надаль    | 3-6 3-6 0-6        |
| 5.  | 11 сентября 2022 | Открытый чемпионат США         | Хард       | Карлос Алькарас   | 4-6 6-2 6-7(1) 3-6 |
| 6.  | 20 ноября 2022   | Итоговый турнир ATP            | Хард (зал) | Новак Джокович    | 5-7 3-6            |
| 7.  | 11 июня 2023     | Открытый чемпионат Франции (2) | Грунт      | Новак Джокович    | 6-7(1) 3-6 5-7     |
| 8.  | 23 июля 2023     | Бостад, Швеция                 | Грунт      | Андрей Рублёв     | 6-7(3) 0-6         |
| 9.  | 24 февраля 2024  | Кабо-Сан-Лукас, Мексика        | Хард       | Джордан Томпсон   | 3-6 6-7(4)         |
| 10. | 2 марта 2024     | Акапулько, Мексика             | Хард       | Алекс де Минор    | 4-6 4-6            |
| 11. | 14 апреля 2024   | Монте-Карло, Монако            | Грунт      | Стефанос Циципас  | 1-6 4-6            |
| 12. | 9 февраля 2025   | Даллас, США                    | Хард (зал) | Денис Шаповалов   | 6-7(5) 3-6         |

## История выступлений на турнирах
По состоянию на 9 июня 2025 года
Для того, чтобы предотвратить неразбериху и удваивание счета, информация в этой таблице корректируется только по окончании турнира или по окончании участия там данного игрока.
| Турнир                       | 2016  | 2017          | 2018          | 2019          | 2020          | 2021          | 2022          | 2023          | 2024  | 2025  | Итог   | В/П за карьеру |
| ---------------------------- | ----- | ------------- | ------------- | ------------- | ------------- | ------------- | ------------- | ------------- | ----- | ----- | ------ | -------------- |
| Турниры Большого шлема       |       |               |               |               |               |               |               |               |       |       |        |                |
| Открытый чемпионат Австралии | -     | К3            | 2Р            | К1            | 1Р            | 4Р            | -             | 2Р            | 3Р    | 2Р    | 0 / 6  | 8-6            |
| Открытый чемпионат Франции   | -     | К2            | 2Р            | 3Р            | 3Р            | 3Р            | Ф             | Ф             | 1/2   | 2Р    | 0 / 8  | 24-8           |
| Уимблдонский турнир          | -     | -             | К1            | 1Р            | НП            | 1Р            | 2Р            | 2Р            | 2Р    |       | 0 / 5  | 3-5            |
| Открытый чемпионат США       | -     | К2            | 1Р            | 1Р            | 3Р            | 2Р            | Ф             | 2Р            | 4Р    |       | 0 / 7  | 13-7           |
| Итог                         | 0 / 0 | 0 / 0         | 0 / 3         | 0 / 3         | 0 / 3         | 0 / 4         | 0 / 3         | 0 / 4         | 0 / 4 | 0 / 2 | 0 / 26 |                |
| В/П в сезоне                 | 0-0   | 0-0           | 2-3           | 2-3           | 4-3           | 6-4           | 13-3          | 9-4           | 10-4  | 2-2   |        | 48-26          |
| Итоговые турниры             |       |               |               |               |               |               |               |               |       |       |        |                |
| Итоговый турнир ATP          | -     | -             | -             | -             | -             | 1/2           | Ф             | -             | 1/2   |       | 0 / 3  | 7-6            |
| Олимпийские игры             |       |               |               |               |               |               |               |               |       |       |        |                |
| Летняя Олимпиада             | -     | Не проводился | Не проводился | Не проводился | Не проводился | -             | Не проводился | Не проводился | 1/4   | НП    | 0 / 1  | 3-1            |
| Турниры Мастерс              |       |               |               |               |               |               |               |               |       |       |        |                |
| Индиан-Уэлс                  | -     | -             | К2            | К1            | НП            | 4Р            | 3Р            | 3Р            | 1/4   | 2Р    | 0 / 5  | 7-5            |
| Майами                       | К1    | 1Р            | К1            | 1Р            | НП            | -             | Ф             | 3Р            | 4Р    | 4Р    | 0 / 6  | 10-6           |
| Монте-Карло                  | -     | 1Р            | -             | -             | НП            | 1/2           | 3Р            | 3Р            | Ф     | 3Р    | 0 / 6  | 11-6           |
| Мадрид                       | -     | К1            | -             | К2            | НП            | 1/2           | 2Р            | 2Р            | 4Р    | П     | 1 / 5  | 12-4           |
| Рим                          | -     | -             | -             | 3Р            | 1/2           | -             | 1/2           | 1/2           | 2Р    | 1/4   | 0 / 6  | 16-6           |
| Торонто/Монреаль             | -     | -             | -             | -             | НП            | 1/4           | 1/2           | 3Р            | 3Р    |       | 0 / 4  | 7-3            |
| Цинциннати                   | -     | -             | -             | 1Р            | 1Р            | 1/4           | 2Р            | 2Р            | 2Р    |       | 0 / 6  | 2-6            |
| Шанхай                       | -     | -             | -             | -             | Не проводился | Не проводился | Не проводился | 4Р            | 2Р    |       | 0 / 2  | 2-2            |
| Париж                        | -     | -             | -             | 1Р            | 1Р            | 1/4           | 3Р            | 2Р            | 2Р    |       | 0 / 6  | 3-6            |
| Статистика за карьеру        |       |               |               |               |               |               |               |               |       |       |        |                |
| Проведено финалов            | 0     | 0             | 0             | 1             | 2             | 5             | 7             | 3             | 5     | 2     |        | 25             |
| Выиграно турниров АТП        | 0     | 0             | 0             | 0             | 1             | 5             | 3             | 1             | 2     | 1     |        | 13             |
| В/П: всего                   | 2-3   | 7-9           | 8-9           | 23-19         | 22-13         | 57-17         | 51-22         | 37-23         | 51-25 | 25-8  |        | 283-148        |
| Σ % побед                    | 40 %  | 44 %          | 47 %          | 55 %          | 63 %          | 77 %          | 70 %          | 62 %          | 67 %  | 76 %  |        | 65,7 %         |

К — проигрыш в квалификационном турнире.

## Победы над теннисистами из топ-10
По состоянию на 9 июня 2025 года
- У Рууда рекорд 19-30 против игроков, которые на момент проведения матча входили в топ-10.

| Сезон | 2016 | 2017 | 2018 | 2019 | 2020 | 2021 | 2022 | 2023 | 2024 | 2025 | Всего |
| Побед | 0    | 0    | 0    | 0    | 1    | 3    | 5    | 1    | 6    | 3    | 19    |

| №    | Игрок               | Рейтинг | Турнир                     | Покрытие   | Этап       | Счёт               | Рейтинг Рууда |
| ---- | ------------------- | ------- | -------------------------- | ---------- | ---------- | ------------------ | ------------- |
| 2020 |                     |         |                            |            |            |                    |               |
| 1.   | Маттео Берреттини   | 8       | Рим, Италия                | Грунт      | 1/4 финала | 4-6, 6-3, 7-6(5)   | 34            |
| 2021 |                     |         |                            |            |            |                    |               |
| 2.   | Диего Шварцман      | 9       | Монте-Карло, Монако        | Грунт      | 2-й раунд  | 6-3, 6-3           | 27            |
| 3.   | Стефанос Циципас    | 5       | Мадрид, Испания            | Грунт      | 3-й раунд  | 7-6(4), 6-4        | 22            |
| 4.   | Андрей Рублёв       | 5       | Итоговый турнир ATP        | Хард (зал) | Группа     | 2-6, 7-5, 7-6(5)   | 8             |
| 2022 |                     |         |                            |            |            |                    |               |
| 5.   | Александр Зверев    | 4       | Майами, США                | Хард       | 1/4 финала | 6-3, 1-6, 6-3      | 8             |
| 6.   | Феликс Оже-Альяссим | 9       | Монреаль, Канада           | Хард       | 1/4 финала | 6-1, 6-2           | 7             |
| 7.   | Феликс Оже-Альяссим | 6       | Итоговый турнир ATP        | Хард (зал) | Группа     | 7-6(4), 6-4        | 4             |
| 8.   | Тейлор Фриц         | 9       | Итоговый турнир ATP        | Хард (зал) | Группа     | 6-3, 4-6, 7-6(6)   | 4             |
| 9.   | Андрей Рублёв       | 7       | Итоговый турнир ATP        | Хард (зал) | 1/2 финала | 6-2, 6-4           | 4             |
| 2023 |                     |         |                            |            |            |                    |               |
| 10.  | Хольгер Руне        | 6       | Открытый чемпионат Франции | Грунт      | 1/4 финала | 6-1, 6-2, 3-6, 6-3 | 4             |
| 2024 |                     |         |                            |            |            |                    |               |
| 11.  | Хольгер Руне        | 7       | Акапулько, Мексика         | Хард       | 1/2 финала | 3-6, 6-3, 6-4      | 11            |
| 12.  | Хуберт Хуркач       | 8       | Монте-Карло, Монако        | Грунт      | 3-й раунд  | 6-4, 6-2           | 10            |
| 13.  | Новак Джокович      | 1       | Монте-Карло, Монако        | Грунт      | 1/2 финала | 6-4, 1-6, 6-4      | 10            |
| 14.  | Стефанос Циципас    | 7       | Барселона, Испания         | Грунт      | Финал      | 7-5, 6-3           | 6             |
| 15.  | Карлос Алькарас     | 3       | Итоговый турнир ATP        | Хард (зал) | Группа     | 6-1, 7-5           | 7             |
| 16.  | Андрей Рублёв       | 8       | Итоговый турнир ATP        | Хард (зал) | Группа     | 6-4, 5-7, 6-2      | 7             |
| 2025 |                     |         |                            |            |            |                    |               |
| 17.  | Тейлор Фриц         | 4       | Мадрид, Испания            | Грунт      | 4-й раунд  | 7-5, 6-4           | 15            |
| 18.  | Даниил Медведев     | 10      | Мадрид, Испания            | Грунт      | 1/4 финала | 6-3, 7-5           | 15            |
| 19.  | Джек Дрейпер        | 6       | Мадрид, Испания            | Грунт      | Финал      | 7-5, 3-6, 6-4      | 15            |